# Facing Mount Kenya

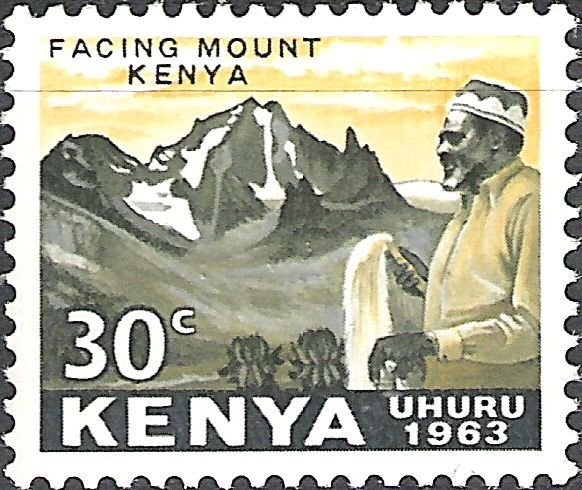
Facing Mount Kenya: Jomo Kenyatta am Mount Kenia (kenianische Briefmarke, 1963)

Facing Mount Kenya (etwa: Am Mount Kenia), erstmals 1938 veröffentlicht, ist eine anthropologische Studie über das Volk der Kikuyu in Zentralkenia. Sie wurde von dem gebürtigen Kikuyu und zukünftigen kenianischen Präsidenten Jomo Kenyatta geschrieben, der der Enkel eines Medizinmannes war.
Kenyatta schreibt in seinem Vorwort: „Die kulturellen und historischen Traditionen des Gikuyu-Volkes wurden mündlich von Generation zu Generation weitergegeben. Da ich selbst ein Gikuyu bin, trage ich sie seit vielen Jahren in meinem Kopf, denn Menschen, die keine schriftlichen Aufzeichnungen haben, auf die sie sich stützen können, lernen durch ein gutes Gedächtnis, die Arbeit von Bibliotheken zu erledigen.“
Die Einleitung des Buches wurde von dem Anthropologen Bronisław Malinowski geschrieben, der Kenyatta als Mentor begleitete, als beide an der London School of Economics waren. Malinowski bezeugte am Ende seiner Einleitung seine hohe Einschätzung des Werkes: „Es ist einer der ersten wirklich kompetenten und lehrreichen Beiträge zur afrikanischen Ethnographie von einem Gelehrten rein afrikanischer Herkunft. Durch seine Erziehung verbindet Herr Kenyatta in ungewöhnlichem Maße die Kenntnis westlicher Wege und westlicher Denkweisen mit einer im Wesentlichen afrikanischen Ausbildung und Anschauung..Als Bericht aus erster Hand über eine repräsentative afrikanische Kultur, als unschätzbares Dokument über die Prinzipien, die dem Kulturkontakt und dem Wandel zugrunde liegen, und als persönliches Statement der neuen Sichtweise eines fortschrittlichen Afrikaners wird dieses Buch eine Pionierleistung von herausragendem Verdienst sein.“

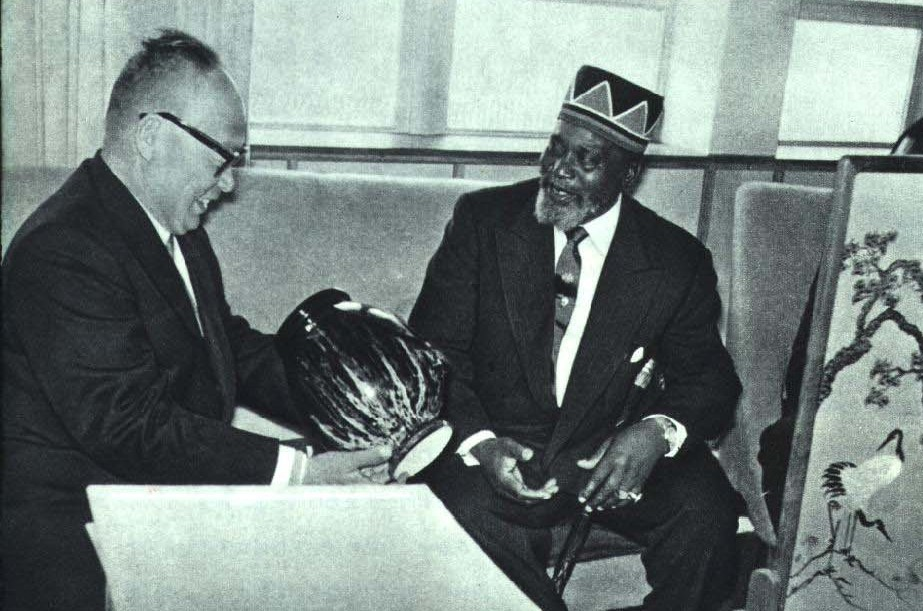
Jomo Kenyatta und der chinesische Außenminister Chen Yi (links) bei dessen Keniabesuch im Februar 1964

## Kapitel
- Tribal Origin and Kinship System / Stammesherkunft und Verwandtschaftssystem
- The Gikuyu System of Land Tenure / Das Gikuyu-System des Landbesitzes
- Economic Life / Wirtschaftliches Leben
- Industries / Industrien
- System of Education / System der Erziehung
- Initiation of Boys and Girls / Initiation von Jungen und Mädchen
- Sex Life among Young People / Sexualleben unter jungen Menschen
- Marriage System / Das Heiratssystem
- The Gikuyu System of Government / Das Regierungssystem der Gikuyu
- Religion and Ancestor Worship / Religion und Ahnenverehrung
- The New Religion in East Africa / Die neue Religion in Ostafrika
- Magical and Medical Practices / Magische und medizinische Praktiken
- Conclusion / Fazit

## Rezeption
Das Buch fand Aufnahme in der Heinemann-Reihe African Writers Series und wurde zu einem von  Afrikas besten hundert Büchern des 20. Jahrhunderts gewählt.
In Irland war das Buch verboten worden.

## Literatur

Facing Mt. Kenya, von Jomo Kenyatta, 1938